# Jean-Marie Vignal

a Compétitions nationales et continentales officielles uniquement.

Jean-Marie Vignal, né le 30 novembre 1908 à Toulouse et mort le 31 juillet 1982 dans la même ville, est un joueur de rugby à XV et de rugby à XIII dans les années 1930 et 1940.
Il effectue une première partie de carrière au rugby à XV au sein du club du Toulouse olympique employés club avant de rejoindre le projet d'introduction du nouveau code de rugby, le rugby à XIII en France, porté par Jean Galia. Dénonçant l'amateurisme marron et l'hypocrisie du rugby à XV français, Vignal rejoint ainsi le rugby à XIII et fait partie de la première manifestation du rugby à XIII français en prenant part à la tournée des Pionniers,. Il devient à l’orée de la saison 1934-1935 l'une des têtes d'affiche du Championnat de France en signant pour Albi. Il y remporte le Championnat de France 1938 aux côtés de Gaston Combes. Il effectue par ailleurs le rôle d'entraîneur à Albi avant d'etre en désaccord avec ses dirigeants et de joindre Saint-Gaudens. La Seconde Guerre mondiale arrive et il est mis en place l'interdiction du rugby à XIII.
Durant la guerre, il joue avec le Toulouse olympique et remporte la Coupe de France de rugby à XV 1944 avec Sylvain Bès, Alexandre Salat et Yves Bergougnan.
Après la Seconde Guerre mondiale, il retourne au rugby à XIII et devient l'entraîneur d'Albi durant de nombreuses années remportant de nouveau le Championnat de France 1956 avec sous ordres Gabriel Berthomieu, Georges Fages, Jean-Marie Bez et Serge Tonus. Enfin, il entraîne également le Toulouse olympique XIII en 1956.

## Biographie

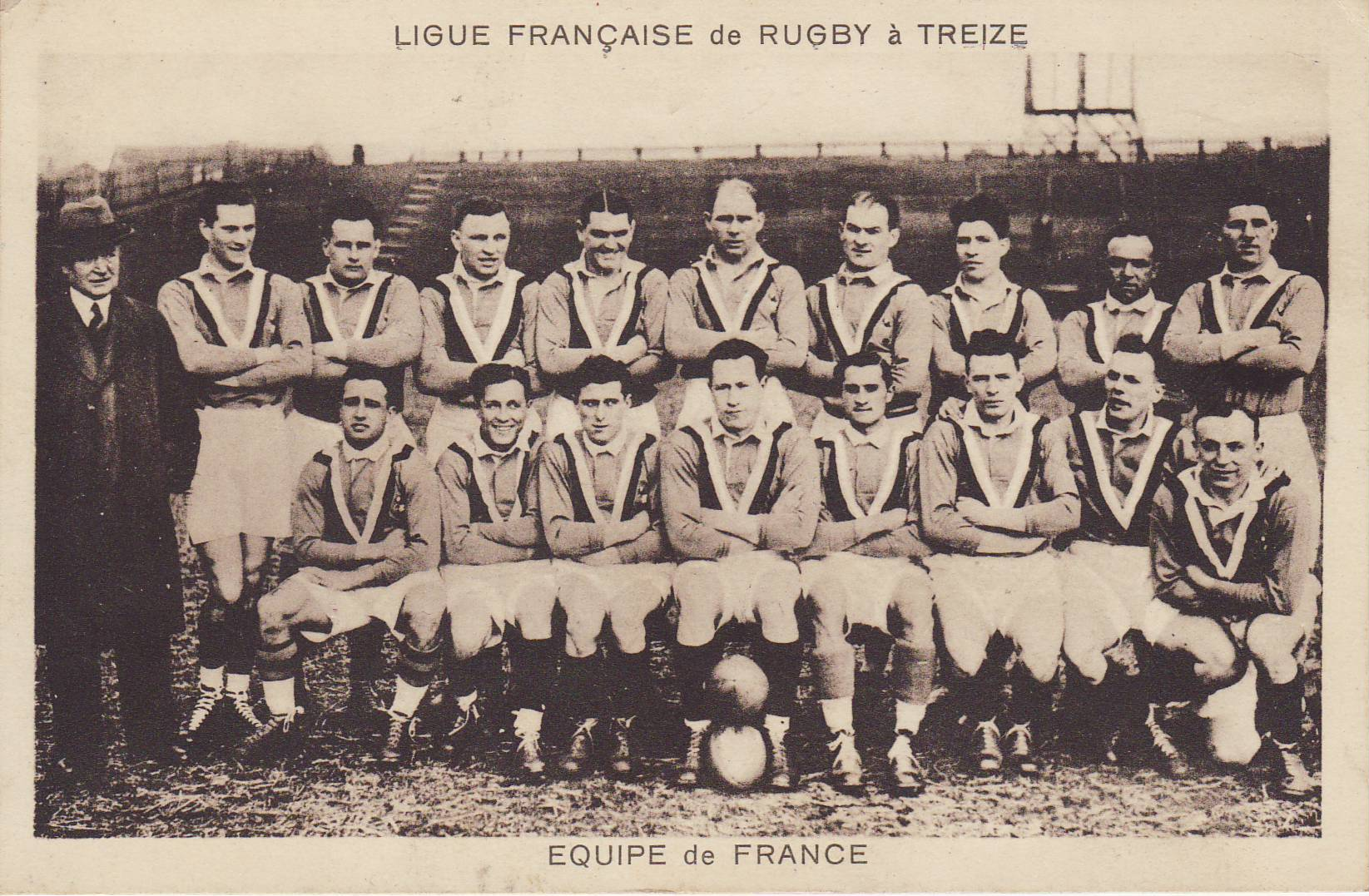
Les Pionniers, première manifestation du rugby à XIII français. Vignal est troisième assis en partant de la gauche aux côtés de Jean Galia.

A vingt-cinq ans, Jean-Marie Vignal est un des meilleurs de joueurs du T.O.E.C. qui évolue dans le Championnat de France de rugby à XV sous les ordres de l'entraîneur Robert Samatan. Toutefois, en février 1934, il est fait mention dans la presse sportive que Vignal serait sur le point de rejoindre le mouvement du néo-rugby, le rugby à XIII, introduit en France par Jean Galia, ce que le T.O.E.C. dément, tout comme Vignal. Après la confirmation que Samatan rejoint Galia dans cette entreprise, Vignal fait également ce choix en dénonçant les pratiques de l'amateurisme marron qui sévit en France, malgré les dénégations du T.O.E.C.. C'est ainsi que du 10 au 26 mars 1934, Vignal fait partie de la sélection des Pionniers, première sélection française de rugby à XIII, partie en tournée en Angleterre. Vignal prend part ainsi aux fondations du rugby à XIII en France dans une tournée de sept matchs devant des affluences de 6 000 à 10 000 spectateurs.
Le Championnat de France de rugby à XIII se met en place dès la rentrée de septembre 1934, et Vignal est l'une des têtes d'affiche du club d'Albi avec ses ex coéquipiers du T.O.E.C. Henri Jeansous, Magnaud, Sagne et Lapeyre,. Il remporte avec Albi le Championnat de France 1938 puis part du club dans la foulée à la suite d'un désaccord avec les dirigeants, rejoignant alors le club amateur de Saint-Gaudens. Son remplaçant à Albi au poste de demi de mêlée est une recrue du T.O.E.C., Gasquet.

## Palmarès

### En rugby à XV
- Collectif : 
  - Vainqueur de la Coupe de France : 1944 (Toulouse olympique).

#### Statistiques
| Saison  | Saison                                            | Championnat                                       | Championnat                                       | Coupe                                             | Coupe                                             |
| Saison  | Saison                                            | Comp.                                             | Class.                                            | Comp.                                             | Class.                                            |
| ------- | ------------------------------------------------- | ------------------------------------------------- | ------------------------------------------------- | ------------------------------------------------- | ------------------------------------------------- |
| 1931-32 | T.O.E.C.                                          | Championnat de France                             | Poule de cinq                                     | Challenge Yves du Manoir                          |                                                   |
| 1932-33 | T.O.E.C.                                          | Championnat de France                             | Poule de neuf                                     | Challenge Yves du Manoir                          |                                                   |
| 1933-34 | T.O.E.C.                                          | Championnat de France                             | Poule de neuf                                     | Challenge Yves du Manoir                          |                                                   |
| 1934-39 | Jean-Marie Vignal décide de jouer au rugby à XIII | Jean-Marie Vignal décide de jouer au rugby à XIII | Jean-Marie Vignal décide de jouer au rugby à XIII | Jean-Marie Vignal décide de jouer au rugby à XIII | Jean-Marie Vignal décide de jouer au rugby à XIII |
| 1942-43 | Toulouse olympique                                | Championnat de France                             | 1/8 finale                                        | Coupe de France                                   | ?                                                 |
| 1943-44 | Toulouse olympique                                | Championnat de France                             | 1/2 finale                                        | Coupe de France                                   | Vainqueur                                         |

### En rugby à XIII

#### En tant que joueur
- Collectif : 
  - Vainqueur du Championnat de France : 1938 (Albi).
  - Finaliste du Championnat de France : 1945 (Toulouse olympique XIII).

#### Statistiques
| Saison  | Saison                                                                     | Championnat                                                                | Championnat                                                                | Coupe                                                                      | Coupe                                                                      |
| Saison  | Saison                                                                     | Comp.                                                                      | Class.                                                                     | Comp.                                                                      | Class.                                                                     |
| ------- | -------------------------------------------------------------------------- | -------------------------------------------------------------------------- | -------------------------------------------------------------------------- | -------------------------------------------------------------------------- | -------------------------------------------------------------------------- |
| 1934-35 | Albi                                                                       | Championnat de France                                                      | 7e                                                                         | Coupe de France                                                            | 1/4 finale                                                                 |
| 1935-36 | Albi                                                                       | Championnat de France                                                      | 1/4 finale                                                                 | Coupe de France                                                            | 2e tour                                                                    |
| 1936-37 | Albi                                                                       | Championnat de France                                                      | 6e                                                                         | Coupe de France                                                            | 1/4 finale                                                                 |
| 1937-38 | Albi                                                                       | Championnat de France                                                      | Vainqueur                                                                  | Coupe de France                                                            | 1/8 finale                                                                 |
| 1938-39 | Saint-Gaudens                                                              | Championnat de France                                                      | ?                                                                          | Coupe de France                                                            | 1/8 finale                                                                 |
| 1939-44 | Jean-Marie Vignal se retire du rugby à XIII à la suite de son interdiction | Jean-Marie Vignal se retire du rugby à XIII à la suite de son interdiction | Jean-Marie Vignal se retire du rugby à XIII à la suite de son interdiction | Jean-Marie Vignal se retire du rugby à XIII à la suite de son interdiction | Jean-Marie Vignal se retire du rugby à XIII à la suite de son interdiction |
| 1944-45 | Toulouse olympique XIII                                                    | Championnat de France                                                      | Finaliste                                                                  | Coupe de France                                                            | 1/4 finale                                                                 |
| 1945-46 | Albi                                                                       | Championnat de France                                                      | ?                                                                          | Coupe de France                                                            | 1/4 finale                                                                 |
| 1946-47 | Albi                                                                       | Championnat de France                                                      | 7e                                                                         | Coupe de France                                                            | 1/2 finale                                                                 |

#### En tant qu'entraîneur
- Collectif : 
  - Vainqueur du Championnat de France :1956 (Albi).